# Guatemala nos Jogos Paralímpicos
A Guatemala participou pela primeira vez dos Jogos Paralímpicos em 1976. Por outro lado, o país nunca participou de uma edição dos Jogos Paralímpicos de Inverno.